# یاور (تله‌فیلم)
یاور فیلم تلویزیونی ایرانی به کارگردانی و نویسندگی علی شاه‌حاتمی که در اسفند ۱۳۹۱ ساخته شده‌است. مرتضی هرندی تهیه‌کننده، واروژ کریم‌مسیحی تدوین، و محمدمهدی گورنگی آهنگسازی این فیلم را بر عهده داشته‌اند. این تله‌فیلم که ساختار کمدی و طنز دارد در نوروز سال ۱۳۹۲ از شبکه یک تلویزیون ایران پخش شد.

## خلاصه فیلم
«یاور» یک راننده تاکسی است که بعنوان تدارکات یک فیلم در پشت صحنه به تهیه‌کننده و کارگردان کمک می‌کند، کمک‌های این راننده تاکسی که محمد کاسبی نقش آن را بازی می‌کند ماجراهای جالبی را ایجاد می‌کند.
یاور در مسیر کمک‌ها و مهربانیش به مردم باعث می‌شود کانون خانواده‌ای فرو نپاشد و در نهایت بانی ازدواج دختر آن خانواده با پسرش می‌شود.

## بازیگران
| بازیگر          | نقش            |
| --------------- | -------------- |
| محمد کاسبی      | یاور           |
| فریبا کوثری     | مادر           |
| اشکان اشتیاق    | بهرام          |
| بیتا سحرخیز     | سارا           |
| محمود مقامی     | معتاد          |
| آتش تقی‌پور      | دایی           |
| محمدرضا گوهرمنش | کارگردان گروه  |
| مهرداد فلاحتگر  | مدیرتولید گروه |
| سیامک اشعریون   | رئیس بازپروری  |
| مبینا آتشی      | دختر بچه       |
| تینا خزاعی      | مریم           |

## عوامل
| سمت                 | نام                         |
| ------------------- | --------------------------- |
| مجری طرح            | مرتضی هرندی                 |
| طرح فیلمنامه        | بهزاد عشقی                  |
| طراح گریم           | آرش فرد                     |
| مدیر تولید          | مهرداد فلاحتگر              |
| صدابردار            | محمد شاهوردی                |
| صداگذار             | نادر رضایی و محمد کیان ارثی |
| طراح صحنه و لباس    | سعید مربی                   |
| امور مالی           | ندا قائدان                  |
| دستیار اول کارگردان | ابراهیم شفیعی               |
| ناظر کیفی           | شایسته شوشتری               |
| برنامه ریز          | امین پیرحیاتی               |
| مدیر تدارکات        | عبدالرضا سعیدی              |
| منشی صحنه           | ویدا حسین‌زاده               |
| عکاس                | حسین مسلمی نائینی           |

## جزئیات
- ژانر: کمدی
- رنگ: رنگی
- صدا: مونو
- لوکیشن: تهران